# حکایت جانگداز وقایع یزد الی شیراز
حکایت جانگداز وقایع یزد الی شیراز نام یکی از مطبوعات استان فارس در دوران قاجاریه است. این روزنامه از سال ۱۳۲۹ هـ. ق به وسیله فتح‌الله یزدی مشهور به مفتون، در شیراز به چاپ رسیده‌است.